# Savar
Savar (italsky Sauro) je malá vesnice a přímořské letovisko v Chorvatsku v Zadarské župě, nacházející se na ostrově Dugi otok, spadající pod opčinu Sali. V roce 2011 zde žilo celkem 53 obyvatel. V roce 1991 většinu obyvatelstva (84,7 %) tvořili Chorvati.
Sousedními vesnicemi jsou Brbinj, Dragove a Luka. Nejdůležitější dopravní komunikací je silnice D109.